# Fosso Beveraggio
Il fosso Beveraggio è un corso d'acqua della città di Grosseto, in Toscana.

## Storia

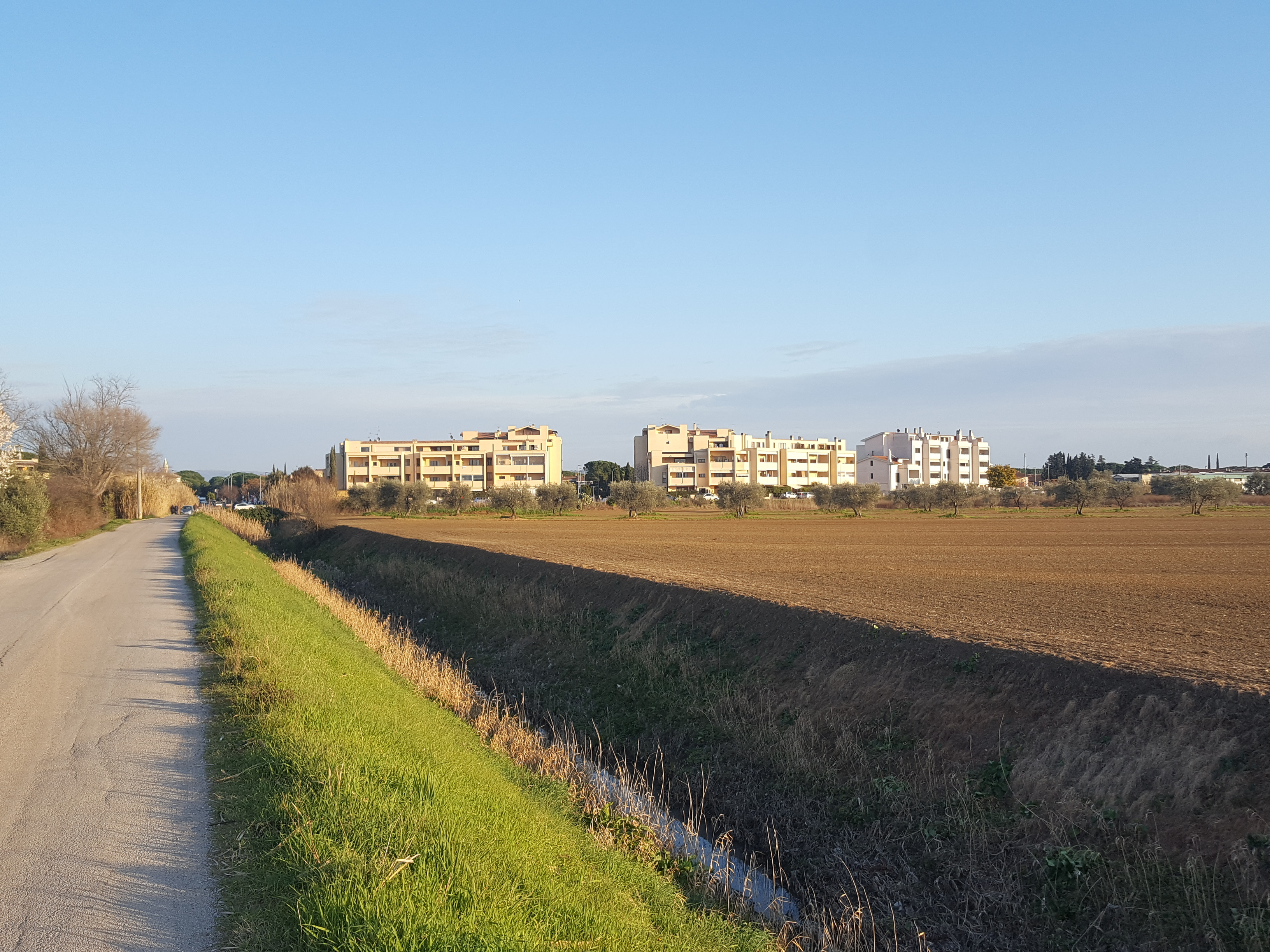
Il Beveraggio in superficie a Barbanella (sullo sfondo il complesso residenziale Le Gemme)

L'escavazione del fosso Beveraggio avvenne negli anni immediatamente successivi all'unità d'Italia ed era inizialmente un canale di irrigazione e di abbeveramento a servizio delle campagne intorno al centro storico di Grosseto. Completato nel 1873, il canale aveva origine dalla diga della Steccaia, dove erano deviate le acque del fiume Ombrone, alimentava il mulino di San Martino e, distaccandosi dal canale diversivo dell'Ombrone, lambiva la città a nord-est raggiungendo la località di Barbanella, dove irrigava i terreni della tenuta omonima proprietà del barone Bettino Ricasoli, e andava a confluire nel fosso Barbanella.
Il canale andò progressivamente in disuso e l'espansione urbana di Grosseto al di fuori delle mura agli inizi del XX secolo rese necessario il suo parziale interramento che lo ridussero a fosso per il riversamento delle acque chiare. Tra gli anni quaranta e gli anni cinquanta venne realizzato lungo il percorso interrato del Beveraggio l'asse viario di via Liri, viale Ombrone e viale della Pace e l'area finì con l'essere densamente edificata e urbanizzata. In seguito, anche buona parte del canale nel tratto di Barbanella venne interrata in seguito alla costruzione dell'area residenziale Verde Maremma negli anni settanta e ottanta e del complesso Le Gemme terminato nel 2006.
A partire dagli anni duemila viene denunciata l'emergenza sanitaria del fosso Beveraggio che, a causa di allacci abusivi di scarichi delle abitazioni sorte lungo il percorso interrato, scarica liquami nella campagna di Barbanella. Una serie di lavori per l'allargamento e la pulizia dell'alveo sono stati realizzati nel 2013, pur non risolvendo il problema degli scarichi abusivi.
Il tratto iniziale extraurbano del fosso, che da ponte Tura arriva alla centrale elettrica di San Martino, è stato interrato dal consorzio di bonifica di Grosseto tra il 2020 e il 2022. Presso la presa del Mandraccio è stato inoltre installato uno sgrigliatore elettronico.

## Descrizione
Il fosso Beveraggio si presenta interrato per oltre la metà del suo percorso, uscendo in superficie soltanto nella parte terminale fuori dall'abitato urbano.
Il corso d'acqua ha inizio presso il Mandraccio, breve canale che unisce la diga della Steccaia a una presa d'acqua dotata di uno sgrigliatore automatico, con il compito di bloccare tronchi e rami che arrivano con le piene recuperandoli attraverso un "pettine". Da questo punto, dietro alla struttura di ponte Tura, comincia il suo tragitto sotterraneo costeggiando il diversivo anch'esso interrato.
Dopo essere passato sotto la centrale elettrica di San Martino, alimentandola, continua verso ovest lungo la strada provinciale Scansanese, per poi risalire leggermente verso nord-ovest curvando in via Teano, via Adda e continuando lungo l'asse di via Liri, viale Ombrone e via della Pace. Nel punto in cui via della Pace si interseca con via Aurelia Nord, si trova un agglomerato di case popolari, sorte alla fine degli anni quaranta lungo il corso del fosso, che sono per questo chiamate "Case del Fossino".
Il fosso passa poi sotto la ferrovia presso il cimitero della Misericordia e, sempre interrato, continua a Barbanella lungo via Cavalcanti, attraversa viale Uranio ed emerge infine appena fuori il perimetro urbano dietro alla lottizzazione Le Gemme.
L'ultimo tratto a cielo aperto segue il tracciato del canale diversivo lambendo la fattoria Barbanella Vecchia II e il fosso confluisce poi nel canale emissario di San Rocco in località Bellavista.

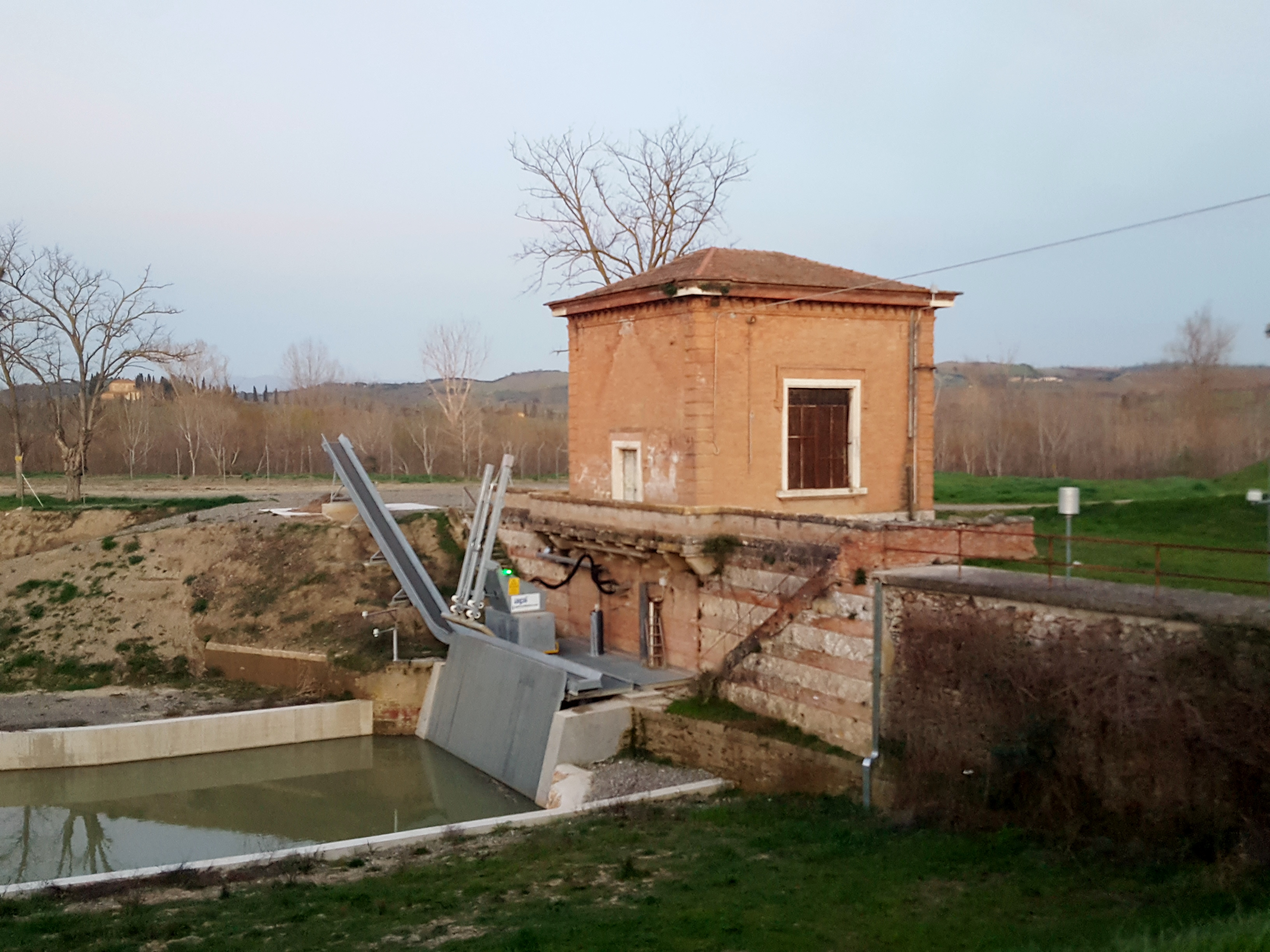
Lo sgrigliatore alla presa del Mandraccio, dove hanno origine il Beveraggio e il canale diversivo
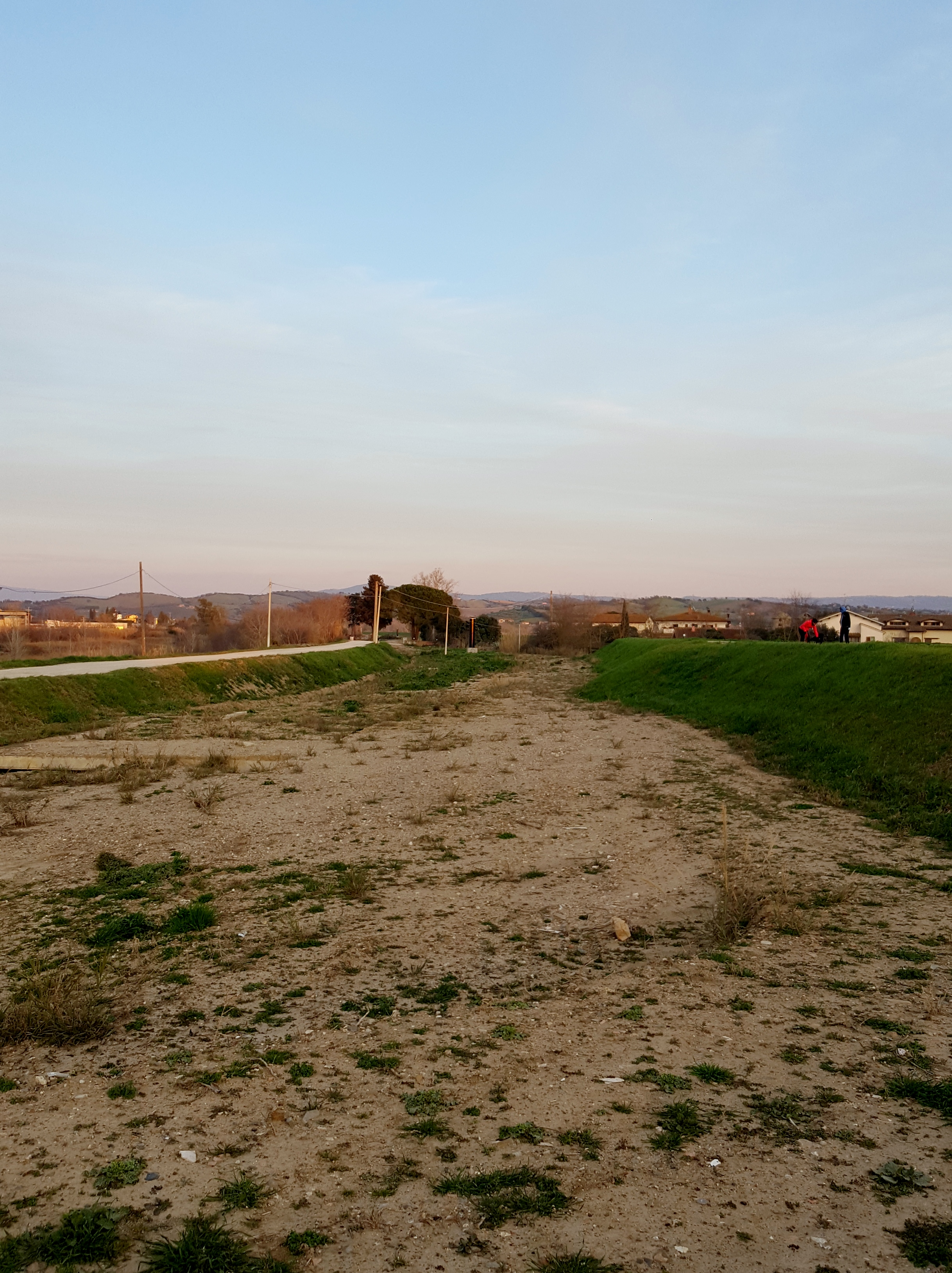
Il Beveraggio interrato a San Martino
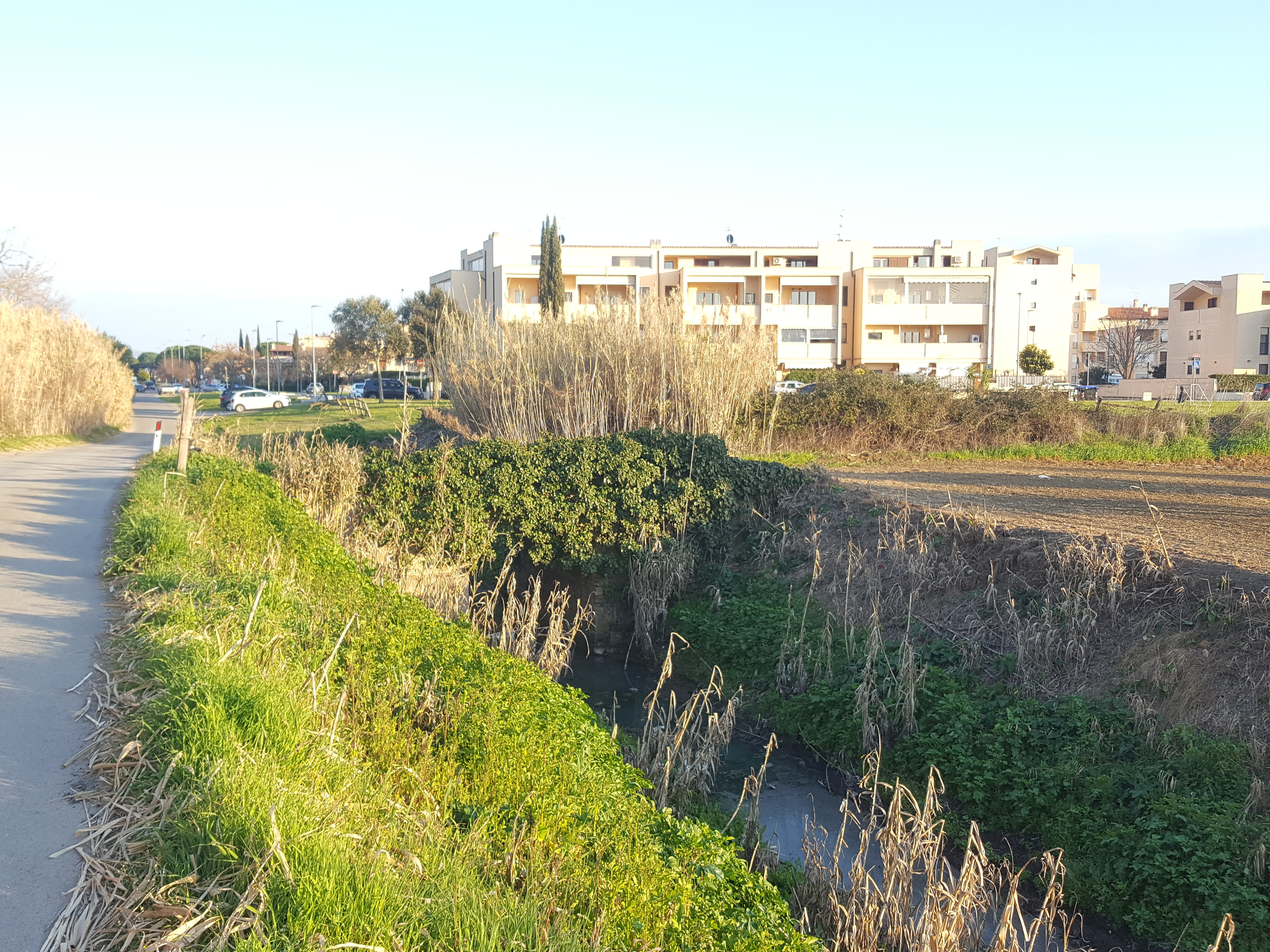
Il Beveraggio esce in superficie fuori dall'area urbana di Barbanella
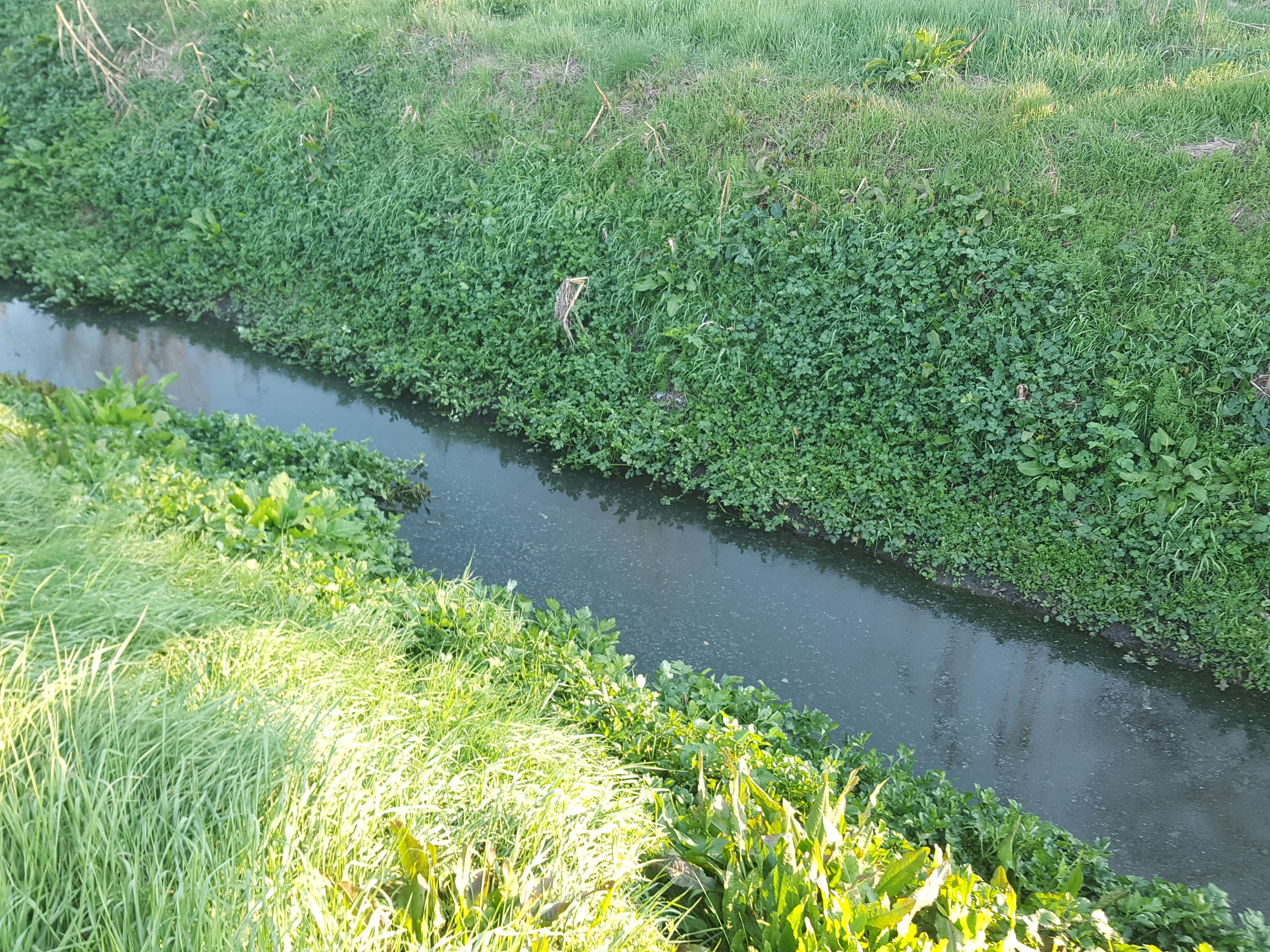
Il Beveraggio emerso
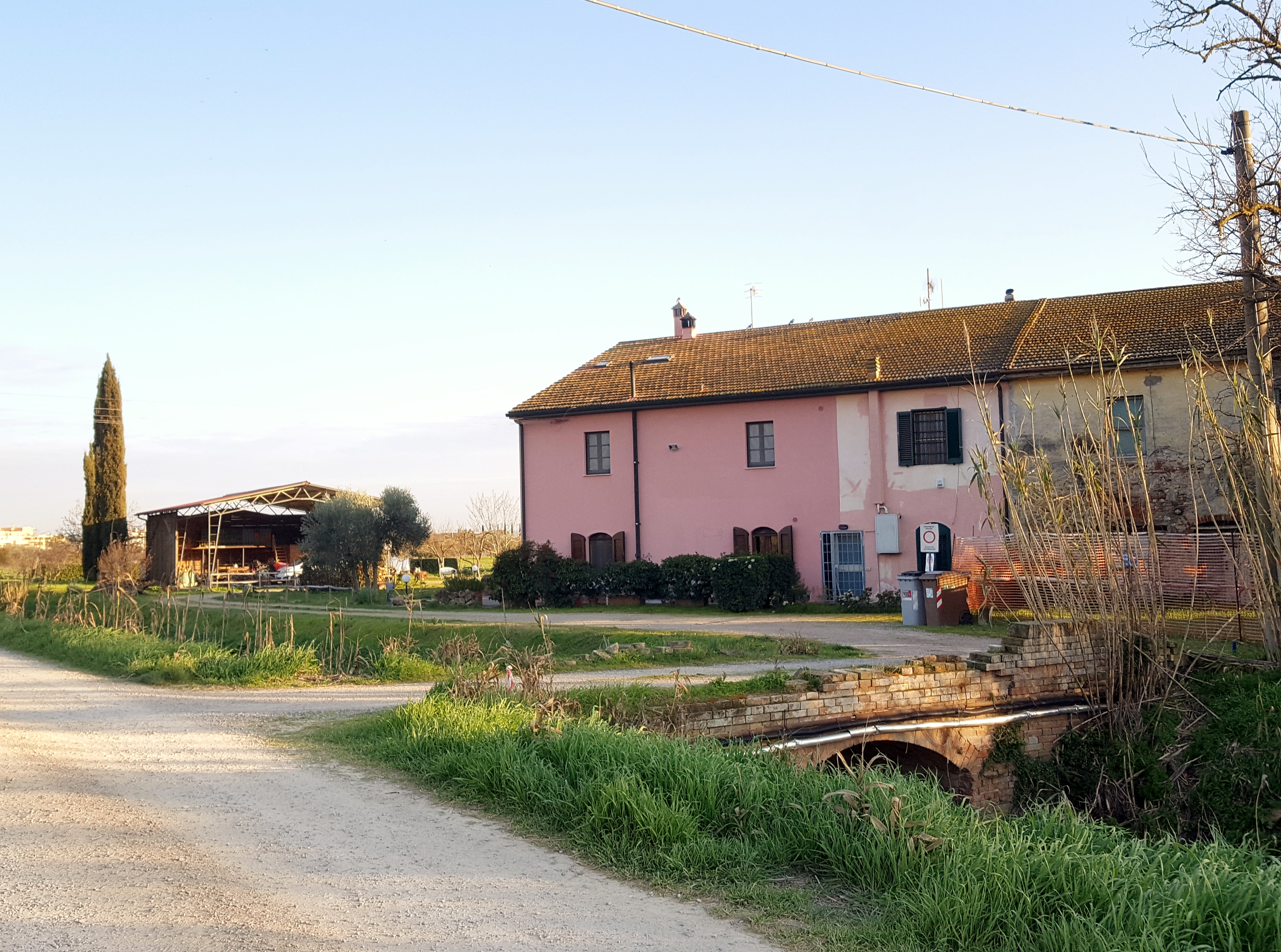
La fattoria Barbanella Vecchia II
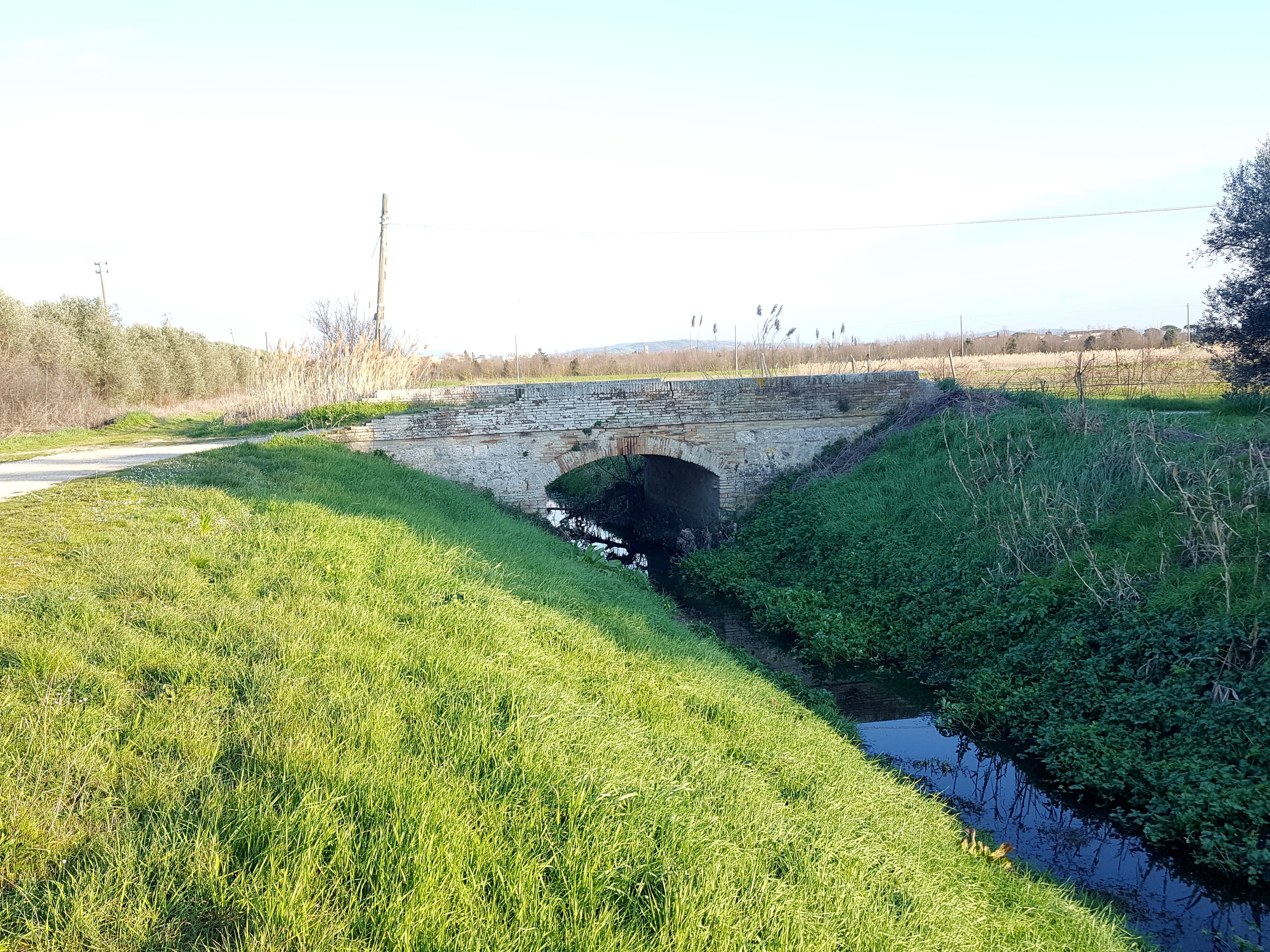
Ponticino sul Beveraggio